# Lidija Artjomowna Jakowlewa
Lidija Artjomowna Jakowlewa (russisch Лидия Артёмовна Яковлева, englisch Lidiia Iakovleva, wiss. Transliteration Lidija Artëmovna Jakovleva; * 14. August 2001 in Kirow) ist eine russische Skispringerin.

## Werdegang
Lidija Jakowlewa begann ihre Karriere, indem sie gleich bei ihrer ersten Wettbewerbsteilnahme am 15. und 16. Februar 2014 in Lahti im Continental Cup debütierte und dort die Plätze 17 und 16 belegte. Erst über anderthalb Jahre später startete sie bei zwei weiteren Wettbewerben in Notodden. Am 10. und 11. September 2016 startete Jakowlewa in Tschaikowski zum ersten Mal im Sommer-Grand-Prix und erreichte hier die Plätze 38 und 36. Daraufhin nahm sie am 15. Dezember 2016, ebenfalls in Notodden, zum ersten und bisher einzigen Mal an einem FIS-Cup-Wettbewerb teil, bei dem sie Platz 20 belegte.
Im Februar 2017 startete Jakowlewa beim Europäischen Olympischen Winter-Jugendfestival 2017 im türkischen Erzurum und belegte hier im Einzelwettbewerb den fünften Platz.
Am 16. September 2017 erreichte sie schließlich mit einem zweiten Platz in Trondheim zum ersten Mal eine Podestplatzierung im Continental Cup. Bei den Junioren-Weltmeisterschaften 2018 gewann sie mit der russischen Mannschaft die Silbermedaille. Am 24. März 2018 debütierte sie in Oberstdorf im Weltcup, verpasste als 31. aber knapp die Punkteränge.
Am Ende der Saison 2017/18 gewann sie mit 415 Punkten die Wertung des Winter-Continental-Cups sowie die Gesamtwertung.
Am 1. Dezember 2018 erzielte sie im Rahmen des Lillehammer Triple 2018 bei ihrem erst vierten Weltcupstart überraschend ihren ersten Weltcupsieg vor Maren Lundby und Ema Klinec, nachdem sie am Vortag als Achte erstmals in die Punkteränge sprang. Jakowlewa ist damit die erste im 21. Jahrhundert geborene Person, die einen Einzelsieg im Skisprungweltcup errang.
Bei den Junioren-Weltmeisterschaften 2019 in Lahti gewann Jakowlewa sowohl im Mannschaftswettbewerb von der Normalschanze zusammen mit Marija Jakowlewa, Alexandra Baranzewa und Anna Schpynjowa vor Deutschland und Österreich, als auch im Mixed-Teamwettbewerb mit Michail Purtow, Anna Schpynjowa und Maxim Sergejew die Goldmedaille. Im Einzelwettkampf gewann sie die Silbermedaille hinter Anna Schpynjowa und vor Lara Malsiner. Im Februar trat Jakowlewa erstmals bei einer Nordischen Skiweltmeisterschaft an und belegte dabei in Seefeld den 21. Platz. Gemeinsam mit Anna Schpynjowa, Alexandra Kustowa und Sofija Tichonowa wurde sie am Vortag beim erstmals ausgetragenen Teamspringen Fünfte.
Bei den russischen Meisterschaften Mitte Februar 2020 gewann Jakowlewa den Meistertitel von der Normalschanze in Nischni Tagil. In der Saison 2020/21 fiel Jakowlewa aufgrund eines Meniskusrisses aus.

## Erfolge

### Weltcupsiege im Einzel
| Nr. | Datum            | Ort         | Typ           |
| --- | ---------------- | ----------- | ------------- |
| 1.  | 1. Dezember 2018 | Lillehammer | Normalschanze |

### Continental-Cup-Siege im Einzel
| Nr. | Datum             | Ort      | Typ           |
| --- | ----------------- | -------- | ------------- |
| 1.  | 15. Dezember 2017 | Notodden | Normalschanze |

## Statistik

### Weltcup-Platzierungen
| Saison  | Platz | Punkte |
| ------- | ----- | ------ |
| 2018/19 | 13.   | 509    |
| 2019/20 | 23.   | 147    |
| 2021/22 | 46.   | 018    |

### Grand-Prix-Platzierungen
| Saison | Platz | Punkte |
| ------ | ----- | ------ |
| 2017   | 45.   | 006    |
| 2018   | 27.   | 029    |
| 2019   | 23.   | 030    |

### Continental-Cup-Platzierungen
| Saison  | Sommer | Sommer | Winter | Winter | Gesamt | Gesamt |
| Saison  | Platz  | Punkte | Platz  | Punkte | Platz  | Punkte |
| ------- | ------ | ------ | ------ | ------ | ------ | ------ |
| 2015/16 | –      | –      | 008.   | 064    | 022.   | 064    |
| 2016/17 | –      | –      | 019.   | 023    | 039.   | 023    |
| 2017/18 | 004.   | 182    | 001.   | 415    | 001.   | 597    |

## Familie
Lidija Jakowlewa hat eine ältere Schwester, Marija (* 1999), die ebenfalls Skispringerin ist.